# 抱え投げ (相撲)
抱え投げ（かかえなげ）は、相撲の決まり手の一つ。大相撲においてかつてマスコミにより報道及び記録されていた。日本相撲協会制定の公式の決まり手には含まれていない。別表記抱投（かかえなげ）。

## 概要
後ろから相手を抱いて投げる技とされる。
1939年一月場所三日目、羽黒山（後の第36代横綱）は背を向けた龍王山（最高位東前頭2枚目）を両手でまわしを引き抱え持ち上げ、土俵から持ち出そうとしたが龍王山が両足をばたつかせ持ち出すのが困難と感じたのか二三歩下がって捻り捨てて左肩から落として勝利。決り手をどうするか困ったラジオ実況はしばし放送中止の形を取り、NHKの山本照アナウンサーから相談された相撲評論家の彦山光三は至急のいくつもの書物の調査の結果、「抱投」とともに抱きまわし（だきまわし）を提案した。しかし、ラジオ実況は抱き投げ（だきなげ）と放送した。抱き投げは書籍『日本相撲史』（大日本相撲協会）によると日記『権記』や説話集『古今著聞集』には吊し上げまたは抱上げて投げる技と記載してあるようだと述べている。
公式決まり手制定以前では、以下の取組が「抱え投げ」もしくは「抱き投げ」として記録されている。
- 昭和14年1月場所3日目　○羽黒山－龍王山×
- 昭和26年9月場所13日目　○琴錦－輝昇×
- 昭和27年5月場所中日　○若葉山－松登×

講道館機関誌『柔道』1948年5月号で、玉嶺生は、柔道の後腰は相撲では奇手「抱き投」と呼ばれている、と述べている。